# 소공녀
《소공녀》(일본어: 小公女, A Little Princess)는 프랜시스 버넷의 소설이다. 1888년 'St. Nicholas'라는 잡지에 《Sara Crewe or What Happened at Miss Minchin's》라는 제목으로 연재로 발표된 후 1903년 연극으로 각색하면서 《A Little Princess》로 제목이 바뀐다. 1905년 《A Little Princess》는 책으로 출판하게 된다. 현재 사용하고 있는 “소공녀”(小公女)의 제목은 원제를 일본식 한자로 옮기는 과정에서 정해진 것으로 여겨지고 있다.
작품에는 기숙학교 교장으로 상징되는 어른의 위선과 어린이의 순수성을 대비시켜 동심을 찬양하고 있다. 작가의 섬세한 필체는 소설의 매력이다. 영화나 애니메이션 등으로 많은 작품이 제작되었다.

## 줄거리
인도에서 태어난 영국장교의 딸인 세라 크루는 아버지 랠프 크루 대령의 뜻에 따라서 영국의 기숙사 학교에서 공부를 시작한다. 그러나 행복의 절정에 있어야 할 11번째 생일날, 아버지가 죽었다는 소식이 들려오고 아버지가 참여했던 광산업의 몰락으로 세라는 돈 한푼 없는 무산자가 된다. 학교에서 가장 좋은 방에서 살고 있었던 세라는 하루아침에 다락방으로 쫓겨나고 그동안의 수업료 및 자신에게 들었던 비용을 갚기 위해 학교에서 궂은 일을 하게 된다. 그러던 어느 날 세라는 다락방 창문을 통해 들어온 원숭이를 원래 주인인 이웃집의 인도인 하인 람다스에게 돌려주게 되고 이 일로 람다스와 친분을 맺는다. 람다스의 고용주인 캐리스포드는 랠프 크루의 친구로 랠프가 남긴 재산을 물려주기 위해 줄곧 랠프의 상속녀 세라 크루를 찾고 있었다. 세라는 다시 공주와 같은 삶으로 되돌아갈수있게되어 행복한 결말을 맞게된다.

## 플롯
소공녀는 콩쥐팥쥐나 신데렐라에서처럼 '어린이는 어떠한 상황에서도 안정된 성장기를 보장받아야 마땅하다'는 강력한 정서적 플롯을 전제함으로써 그렇지 못한 취약한 상황에 놓인 처지를 통해 이러한 정서적 플롯을 불안정함속에 노출시키고 점차 안정감을 되찾아 갈수있는 가능성을 제시하는 고전적인 정의(Justice) 플롯을 사용하고 있다고 이해해볼 수 있다.

## 등장인물

### 세라 크루의 주변인물
- 세라 크루(Sara Crewe): 소공녀의 주인공으로 7살에 민친 여학교에 입학한다. 흑발 녹안의 매력적이고 예쁜 준수한 소녀로 묘사되며, 나이에 비해 매우 조숙하고 따뜻한 품성을 지녔다. 아버지가 죽자 민친 원장에 의해 부유한 학생에서 다락방 하녀 신세로 전락하고 온갖 어려움을 겪지만 캐리스포드에 의해 다시 예전의 생활로 돌아갈 수 있게 된다.
- 랠프 크루(Ralp Crewe): 세라 크루의 아버지로 하나뿐인 딸을 매우 아껴 인형이나 물건을 이것저것 사준다. 친구 캐리스포드와 사업을 하다가 광산사고로 결국 사망하고 만다.
- 세라 크루 어머니: 세라가 어렸을 적 사망했다. 불란서 사람이다. 그래서 세라는 불어를 잘하는 자신을 부러워하는 어먼가드에게 "엄마가 불란서 사람이라서 그런 거야"라면서 겸손해한다.
- 어먼가드(Ermengarde): 세라 크루의 가장 친한 친구이다. 공부를 못하며 뚱뚱하지만 마음은 착하다. 세라가 아버지의 사망으로 다락방 하녀로 내쫓긴 후에도 어울린다.
- 라비니아(Lavinia): 민친 여학교 학생 중 가장 나이가 많다. 세라가 오기 전까지는 학교에서 재력과 예쁜 외모로 주목을 받았지만, 더 부자이고 성격도 좋은 세라에게 밀리게 되자 세라를 질투하기 시작한다. 교만하고 잘난 척 하는데다, 고자질을 잘 하며 세라를 항상 구박하여 곤경에 빠뜨린다.
- 제시(Jessie): 라바니아의 둘도 없는 단짝이지만, 세라를 싫어하진 않은 중립적 인물이다.
- 베키(Becky): 가엾은 고아 출신의 기숙사 학교 하녀이다.  어린 나이에 영양 실조에 시달려 세라가 9살이었을 당시 14살이었는데도 12살로 보일 정도였다. 후엔 세라 크루의 보살핌을 받으며 세라와 동병상련한다. 세라가 아버지의 재산을 되찾은 친구분을 만나 다시 잘 살게 되자, 세라와 같이 살았다.
- 로티(Lottie): 민친여학교에서 나이가 가장 어린 학생이며 세라를 엄마라고 부른다.
- 마리에뜨(Mariet): 세라의 프랑스인 하녀로 일하지만, 세라가 하녀로 전락한 후 민친여학교에서 해임되어 프랑스로 떠나게 된다.
- 멜키세덱:세라가 다락방에서 지낼 때 친구가 된 쥐. (세라의 말에 따르면) 쥐구멍에서 부인, 아이들과 함께 산다.

### 선생님 및 주변인물들
- 민친(Maria Minchin): 민친 여학원 원장으로 세라 크루가 다니는 기숙학교의 교장이다. 세라의 어른스러운 성격을 싫어하지만 세라 아버지의 재력을 보고 학교에서 최고로 대우해 준다. 하지만 세라의 아버지가 재산을 잃고 사망하자 세라를 다락방으로 내쫓은 후 학대한다. 나중에 세라에게 부자 후견인이 있고, 세라 아버지의 다이아몬드 광산이 망하지 않았다는 사실을 알게 되고 놀라지만 끝까지 자신의 잘못은 반성하지 않는다.
- 뒤파르즈(Duparc): 민친여학교의 프랑스어 수업을 담당하는 선생님이다. 세라 크루의 프랑스어를 듣고 놀란다. 하지만 라비니아의 계략으로 민친교장에게 사직서를 내고 민친여학교를 떠나게 된다.
- 아멜리아(Amelia): 민친의 여동생, 언니 민친과 달리 고운 품성을 가졌다.
- 베로(Verrou): 랠프 크루의 재산을 관리하는 변호사로, 민친에게 랠프 크루의 사망소식을 알린다.
- 에밀리(Emily): 세라 크루가 아끼는 엄청 큰 인형이다.
- 람 다스(Ram Dass): 캐리스포드의 하인으로 다락방 옆집에 사는 인도사람이다. 원숭이를 애완동물로 키우고 있다.
- 캐리스포드(Carrisford): 랠프 크루의 친구로, 사업에 랠프 크루의 전 재산이 없어지자 미안하게 여겨 랠프 크루의 딸인 세라 크루를 찾아다닌다. 세라를 찾아다닌 지 2년 만에 민친여학교를 헤매다 세라 크루를 찾아낸다.이로 인해 민친의 코가 납작하게 되고, 세라 크루는 전재산을 물려받는 상속녀가 된다.

### 세라 크루의 이웃
- 카마이클(Carmichael): 세라가 몽모렌시라고 이름붙인 대가족의 아버지이다.
캐리스포드의 재산을 관리하는 변호사이며, 캐리스포드가 세라를 찾는 것을 도와준다.
- 도널드(clarins): 몽모렌시 대가족 아이들의 일원이다.세라 크루에게 돈으로 보탬을 주며, 원래 이름은 '클라란스'다.
- 자네트(joreti): 몽모렌시 대가족 아이들의 일원이다. 조금 까부는 듯한 막내같은 둘째막내다.
- 파스칼(Pascal): 몽모렌시 대가족 아이들의 일원이다. 존재감 없는 등장인물 중 하나.
- 로라(Rora): 몽모렌시 대가족 아이들의 일원이다. 존재감 없는 막내이다.

## 파생 작품

### 영화
- 소공녀(The Little Princess, 1917): 메리 픽퍼드 주연
- 소공녀(The Little Princess, 1939): 셜리 템플 주연
- 소공녀(The Little Princess, 1986): 아멜리아 샨클리 주연
- 소공녀(A Little Princess, 1995): 리젤 매튜스 주연

### 애니메이션
- 소공녀 세라(小公女セーラ, 1985): 세계명작극장 시리즈

### 드라마
- 소공녀 세이라(小公女セイラ, 2009): 시다 미라이 주연

## 같이 보기
- 소공자
- 작은 아씨들

## 참고
1. ↑  
‛춘희(椿姬)’와 ‛소공녀(小公女)’ 박용찬(朴龍燦) / 국립국어원(통권 제 85호. 2005년 8월).